# Tour de Beauce 2011
La 26ª edición del Tour de Beauce se disputó desde el 14 al 19 de junio de 2011.
Integrando el calendario del UCI America Tour 2011, la carrera tuvo 6 etapas y 750 kilómetros de recorrido. La 3ª culminó en alto, en el Mont Mégantic, la 4ª fue una contrarreloj sobre 20 kilómetros y 2 etapas se realizaron sobre circuitos en ciudades, (la 5ª y la 6ª) en Quebec y Saint-Georges.
El vencedor fue Francisco Mancebo, quién obtuvo el liderato al ganar la 3ª etapa con final en el Mont Mégantic. Logró mantenerse, al ubicarse 5º en la contrarreloj para ganar por primera vez esta carrera.

## Equipos participantes
Participaron 18 equipos de entre 5 y 7 ciclistas formando un pelotón de 113 corredores, de los que 45 arribaron al final. Los equipos fueron 3 de categoría Profesional Continental, 10 de categoría Continental, 4 amateurs y una selección de Canadá.
| Equipo                          | Categoría               |
| ------------------------------- | ----------------------- |
| V Australia                     | Continental             |
| Team Raleigh                    | Continental             |
| UniteHealthcare                 | Profesional Continental |
| Team Type 1-Sanofi Aventis      | Profesional Continental |
| Rocky Mountain                  | Amateur                 |
| SpiderTech powered by C10       | Profesional Continental |
| Chipotle                        | Continental             |
| Fuji-Cyclingtime.com            | Continental             |
| Garneau Club Chaussures         | Amateur                 |
| H&R Block                       | Amateur                 |
| Amore & Vita                    | Continental             |
| Motorpoint                      | Continental             |
| Pure Black Racing               | Continental             |
| RealCyclist.com Cycling Team    | Continental             |
| Champion System                 | Continental             |
| Selección de Canadá             |                         |
| Kenda/5-Hour Energy Pro Cycling | Continental             |
| Le Gaspésien                    | Amateur                 |

## Etapas
| Etapa | Fecha       | Recorrido                     | Km    | Ganador                                        | Líder                               |
| 1ª    | 14 de junio | Lac-Etchemin-Lac-Etchemin     | 165   | Scott Lyttle (Pure Black Racing)               | Scott Lyttle (Pure Black Racing)    |
| 2ª    | 15 de junio | Thetford Mines-Thetford Mines | 162   | Martijn Verschoor (Team Type 1-Sanofi Aventis) | Scott Lyttle (Pure Black Racing)    |
| 3ª    | 16 de junio | Saint-Georges-Mont-Mégantic   | 153   | Francisco Mancebo (RealCyclist.com)            | Francisco Mancebo (RealCyclist.com) |
| 4ª    | 17 de junio | Saint-René-Saint-René (CRI)   | 20    | Svein Tuft (SpiderTech)                        | Francisco Mancebo (RealCyclist.com) |
| 5ª    | 18 de junio | Circuito en Quebec            | 125,1 | Rob Bush (Chipotle)                            | Francisco Mancebo (RealCyclist.com) |
| 6ª    | 19 de junio | Circuito en Saint-Georges     | 125   | Svein Tuft (SpiderTech)                        | Francisco Mancebo (RealCyclist.com) |

## Clasificaciones

### Clasificación general
| Posición | Ciclista                 | Equipo                    | Tiempo      |
| -------- | ------------------------ | ------------------------- | ----------- |
|          | Francisco Mancebo        | RealCyclist.com           | 18h 31' 18" |
| 2        | Bernardo Colex           | Amore & Vita              | + 25"       |
| 3        | Svein Tuft               | SpiderTech powered by C10 | + 49"       |
| 4        | Alex Howes               | Chipotle                  | + 1' 03"    |
| 5        | Benjamín King            | Type 1-Sanofi Aventis     | + 1' 11"    |
| 6        | Phillip Gaimon           | Kenda/5-Hour Energy       | + 1' 15"    |
| 7        | Brett Tivers             | Garneau Club Chaussures   | + 1' 18"    |
| 8        | Daniel Fleeman           | Team Raleigh              | + 3' 02"    |
| 9        | Jonathan Patrick McCarty | SpiderTech powered by C10 | + 3' 04"    |
| 10       | Joris Boillat            | Champion System           | + 3' 39"    |

### Clasificación por puntos
| Posición | Ciclista          | Equipo                  | Puntos |
| -------- | ----------------- | ----------------------- | ------ |
|          | Francisco Mancebo | RealCyclist.com         | 50     |
| 2        | Alex Howes        | Chipotle                | 39     |
| 3        | Brett Tivers      | Garneau Club Chaussures | 39     |

### Clasificación de la montaña
| Posición | Ciclista          | Equipo            | Puntos |
| -------- | ----------------- | ----------------- | ------ |
|          | Scott Lyttle      | Pure Black Racing | 40     |
| 2        | Francisco Mancebo | RealCyclist.com   | 38     |
| 3        | Philipp Mamos     | Amore & Vita      | 20     |

### Clasificación por equipos
| Posición | Equipo                    | Tiempo      |
| -------- | ------------------------- | ----------- |
|          | SpiderTech powered by C10 | 55h 42' 37" |
| 2        | Kenda/5-Hour Energy       | + 16' 55"   |
| 3        | Chipotle                  | + 26' 47"   |
| 4        | V Australia               | + 27' 46"   |
| 5        | Pure Black Racing         | + 30' 08"   |